# Nanaimo-North Cowichan (circonscription britanno-colombienne)
Pour les articles homonymes, voir Nanaimo (homonymie) et Cowichan.
Circonscription électorale provinciale du Canada
Nanaimo-North Cowichan est une ancienne circonscription provinciale de la Colombie-Britannique représentée à l'Assemblée législative de la Colombie-Britannique de 2009 à 2024.

## Géographie
En 2020, la circonscription représente les villes de North Cowichan et Ladysmith, une partie de la ville de Nanaimo, ainsi que les communautés de Cedar, Saltair, Chemainus et Cassidy (en).

## Liste des députés
| Législature                                                                                  | Années                                                             | Député                                                             | Député                                                             | Parti                                                              |
| Nanaimo-North Cowichan Circonscription issue de Cowichan-Ladysmith                           | Nanaimo-North Cowichan Circonscription issue de Cowichan-Ladysmith | Nanaimo-North Cowichan Circonscription issue de Cowichan-Ladysmith | Nanaimo-North Cowichan Circonscription issue de Cowichan-Ladysmith | Nanaimo-North Cowichan Circonscription issue de Cowichan-Ladysmith |
| -------------------------------------------------------------------------------------------- | ------------------------------------------------------------------ | ------------------------------------------------------------------ | ------------------------------------------------------------------ | ------------------------------------------------------------------ |
| 39e                                                                                          | 2009–2013                                                          |                                                                    | Doug Roulley (en)                                                  | Néo-démocrate                                                      |
| 40e                                                                                          | 2013–2017                                                          |                                                                    | Doug Roulley (en)                                                  | Néo-démocrate                                                      |
| 41e                                                                                          | 2017–2020                                                          |                                                                    | Doug Roulley (en)                                                  | Néo-démocrate                                                      |
| 42e                                                                                          | 2020–2024                                                          |                                                                    | Doug Roulley (en)                                                  | Néo-démocrate                                                      |
| Circonscription abolie, voir Cowichan Valley, Ladysmith-Oceanside et Nanaimo-Gabriola Island |                                                                    |                                                                    |                                                                    |                                                                    |